# Last Christmas
A Last Christmas a Wham! együttes 1984 decemberében megjelent romantikus karácsonyi popdala, amely az együttes egyik legismertebb slágere és egyúttal az egyik legnépszerűbb karácsonyi dal a mai napig. A dal felvételei 1984 augusztusában zajlottak, és az Epic Records kiadásában került piacra 1984. december 3-án, írója és producere az énekes George Michael volt.
A dal első helyezést ért el a dán, szlovén és svéd kislemezlistákon, valamint második lett a belga, holland, ír, magyar, olasz, norvég és brit kislemezlistán. Öt hétig a brit kislemezlista második helyezettje volt, csak a Do They Know It’s Christmas? (Band Aid) mögött, amin Michael szintén énekelt. Azt követően, hogy a következő években is hasonlóan sikeres volt és miután megvásárolta a RCA Records, végre első helyezett lett a brit kislemezlistán, 2021 újévének napján több, mint 36 évvel megjelenése után. Ezzel a Wham! ötödik listavezető dala lett és megelőzte Tony Christie rekordját a (Is This The Way To) Amarillo? dallal (33 év és 4 hónap), mint a kislemez, aminek a legtöbb idő kellett, hogy elérje az első helyet. Azóta erről a pozícióról már letaszította Kate Bush Running Up That Hill dala 2022 júniusában, 37 évvel. Mielőtt elérte volna a csúcsot, évekig a legtöbb példányszámban elkelt dal volt, ami nem tudott listavezető lenni a Official Charts Company listáin, 1,9 millió példánnyal (a streaming adatok nélkül). Ezt a rekordot azóta a Moves Like Jagger tartja.
A dal összes bevételét az etiópiai éhínség elleni küzdelemre ajánlott a Wham!. 2012 decemberében az Egyesült Királyságban az ország nyolcadik kedvenc karácsonyi dalának szavazták és az 1980-as évek legnépszerűbb kislemeze volt a Channel 5 listáján. A 21. század legtöbbet lejátszott karácsonyi dala volt az Egyesült Királyságban 2015-ig.
A Last Christmas-nek azóta számos feldolgozása készült, olyan előadóktól mint Whigfield, Billie Piper, Hilary Duff, a Jimmy Eat World, Ashley Tisdale, a Crazy Frog, a Cascada, az Alcazar, Joe McElderry, Ariana Grande vagy Carly Rae Jepsen, de előadta már Gwen Stefani, Rita Ora, Taylor Swift vagy a JLS együttes is. A dal címadó dala illetve betétdala a 2019-es Múlt karácsony (angolul Last Christmas) című karácsonyi romantikus filmnek.
A dallal kapcsolatosan internetes játék is indult, a Whamageddon, melynek során a játékosoknak decemberben el kell kerülniük a dal meghallgatását, aki veszít, az kiposztolja a közösségi médiában a #Whamageddon hashtaget.

## Minősítések
| Régió                                                 | Minősítés       | Példányszám |
| ----------------------------------------------------- | --------------- | ----------- |
| Ausztrália (ARIA)                                     | 5× Platinalemez | 350 000     |
| Dánia (IFPI Danmark)                                  | 4× Platinalemez | 360 000     |
| Egyesült Államok (RIAA)                               | 2× Platinalemez | 2 000 000   |
| Egyesült Királyság (BPI)                              | 4× Platinalemez | 1 900 000   |
| Görögország (IFPI Greece)                             | Aranylemez      | 10 000      |
| Hollandia (NVPI)                                      | Platinalemez    | 100 000     |
| Japán (RIAJ) · hanglemez                              | 2× Platinalemez | 655 000     |
| Japán (RIAJ) · Chaku-Uta Full (R) digitális 2004–2011 | Platinalemez    | 250 000     |
| Japán (RIAJ) · Chaku-Uta (R) digitális 2002–2019      | 3× Platinalemez | 750 000     |
| Kanada (Music Canada)                                 | 2× Platinalemez | 160 000     |
| Németország (BVMI)                                    | Platinalemez    | 500 000     |
| Olaszország (FIMI) · 2009 óta                         | 2× Platinalemez | 100 000     |
| Portugália (AFP)                                      | Platinalemez    | 10 000      |
| Spanyolország (PROMUSICAE)                            | Platinalemez    | 50 000      |
| Új-Zéland (RMNZ)                                      | 2× Platinalemez | 40 000      |

## Kiadások
| Régió              | Dátum              | Formátum(ok)       | Verzió                     | Kiadó     | For.   |
| ------------------ | ------------------ | ------------------ | -------------------------- | --------- | ------ |
| Egyesült Királyság | 1984. december 3.  | 7" hanglemez       | Eredeti                    | Epic      | [ 29 ] |
| Egyesült Királyság | 1984. december 3.  | 12" hanglemez      | Pudding mix                | Epic      | [ 30 ] |
| Több országban     | 1984. december 10. | 12" hanglemez      | Pudding mix                | Epic, CBS | [ 31 ] |
| Japán              | 1984. december 15. | 7" hanglemez       | Eredeti                    | Epic      | [ 32 ] |
| Japán              | 1984. december 21. | 12" hanglemez      | Eredeti (hosszú) verzió    | Epic      | [ 30 ] |
| Európa             | 1985. december     | 7" hanglemez       | 1985-ös verzió             | Epic      | [ 33 ] |
| Európa             | 1985. december     | 12" hanglemez      | Pudding mix                | Epic      | [ 33 ] |
| Egyesült Királyság | 1986. december     | 7" hanglemez       | 1985-ös verzió             | Epic      | [ 34 ] |
| Japán              | 1988. december 9.  | CD (8cm)           | 1985-ös verzió Pudding mix | Epic      | [ 35 ] |
| Európa             | 1988. december     | CD (8cm) hanglemez | 1985-ös verzió Pudding mix | Epic      | [ 36 ] |
| Japán              | 2001. november 21. | CD                 | 1985-ös verzió Pudding mix | Epic      | [ 37 ] |
| Japán              | 2004. november 17. | CD                 | 1985-ös verzió Pudding mix | Epic      | [ 38 ] |
| Egyesült Királyság | 2004. november 22. | digitális letöltés | 1985-ös verzió Pudding mix | Sony      | [ 39 ] |
| Egyesült Államok   | 2014. november 28. | 12" hanglemez      | 1985-ös verzió hangszeres  | Columbia  | [ 40 ] |
| Világszerte        | 2019. december 13. | 7" hanglemez       | 1985-ös verzió             | RCA       | [ 41 ] |

## Fordítás
- Ez a szócikk részben vagy egészben  a   Last Christmas című angol Wikipédia-szócikk fordításán alapul.  Az eredeti cikk szerkesztőit annak laptörténete sorolja fel. Ez a jelzés csupán a megfogalmazás eredetét és a szerzői jogokat jelzi, nem szolgál a cikkben szereplő információk forrásmegjelöléseként.